# Biografielijst Cl

## Cla

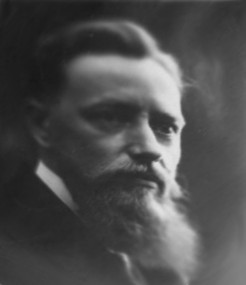
Ernest Claes (1931)

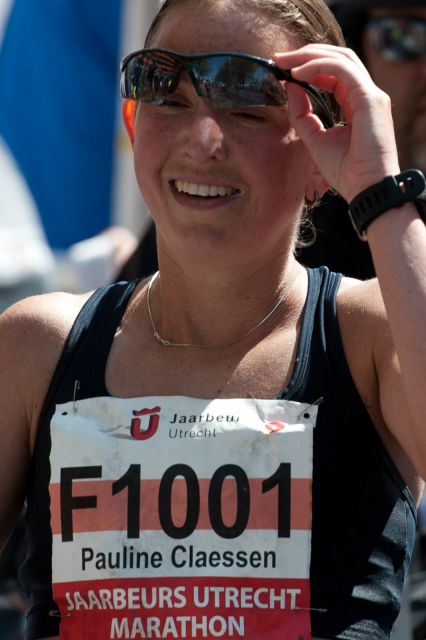
Pauline Claessen

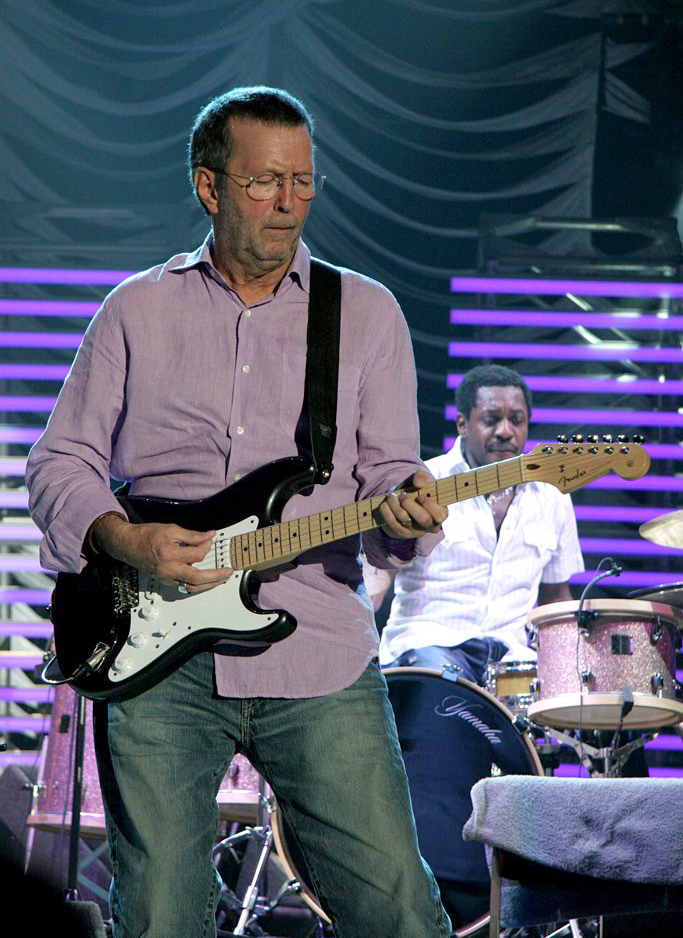
Eric Clapton (2006)

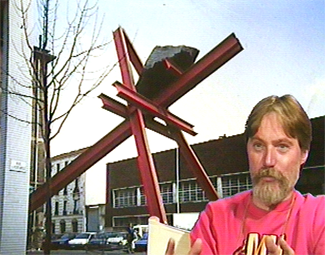
Jean Clareboudt

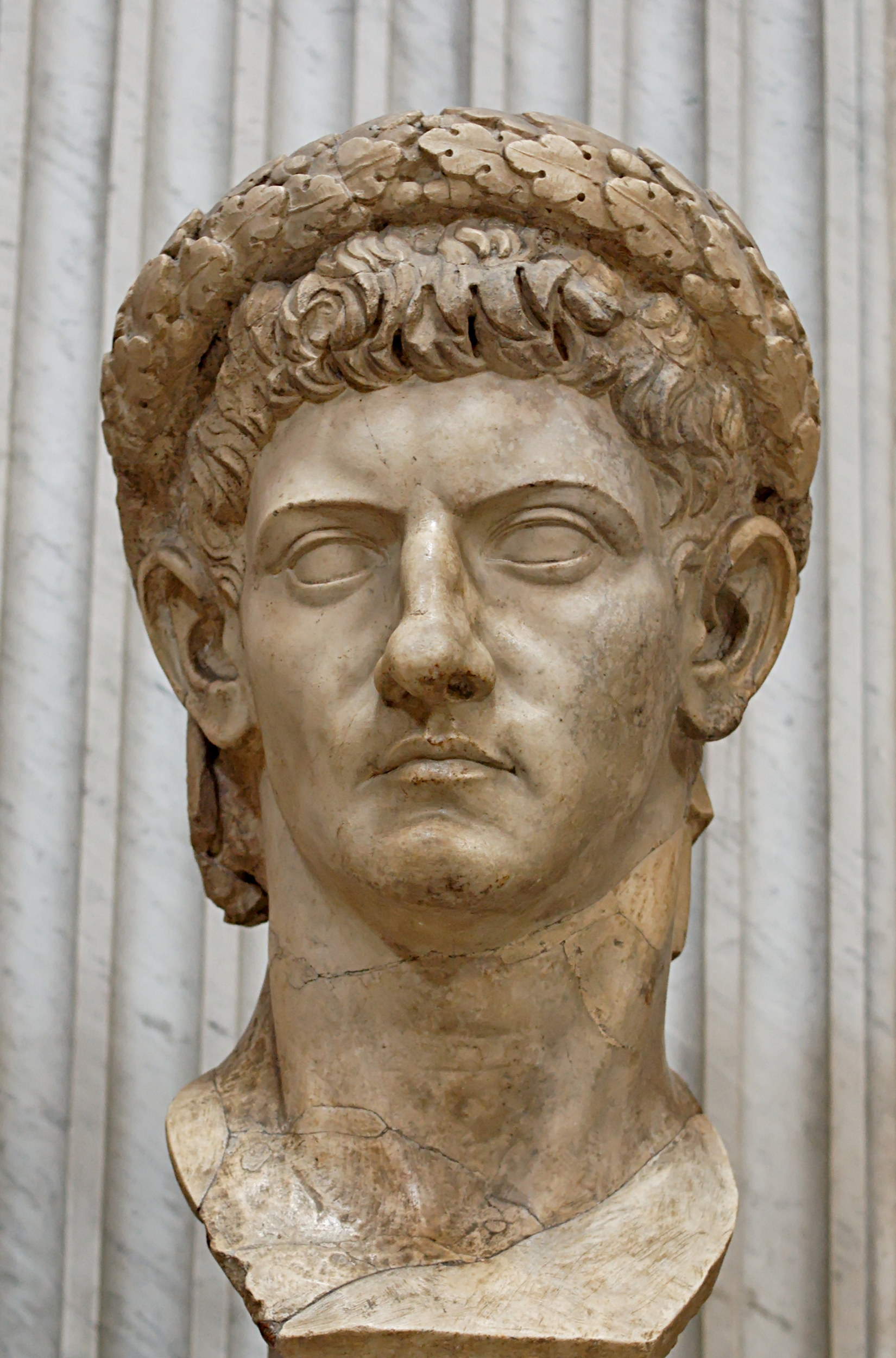
Claudius I

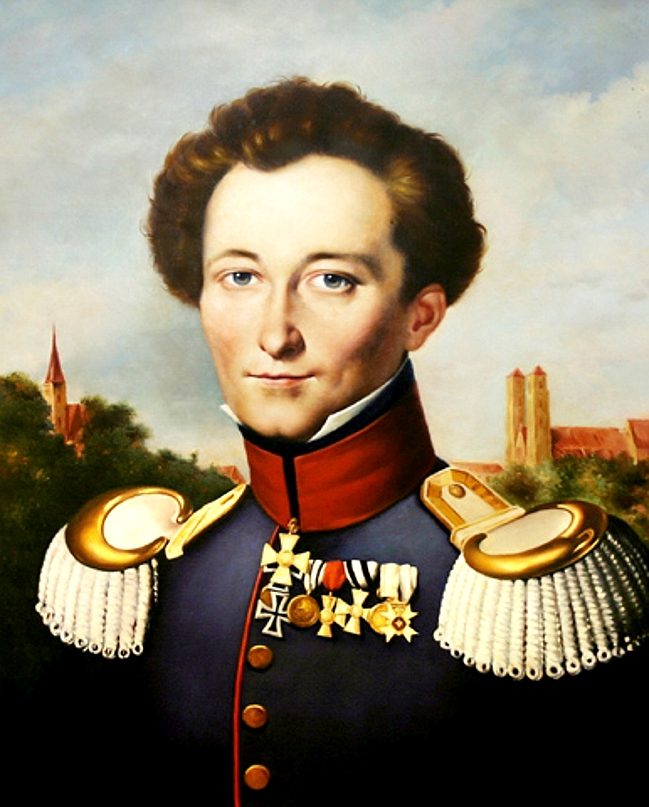
Carl von Clausewitz

- August Claas (1887-1982), Duits ondernemer
- Bernardus Johannes Claase (1863-1919), Nederlands architect
- Jef Claerhout (1937-2022), Belgisch beeldend kunstenaar
- May Claerhout (1939-2016), Belgisch beeldhouwster
- Alain Claes (1968), Belgisch radiopresentator
- Albert Claes (1915-2010), Belgisch politicus
- Allessia Claes (1981), Belgisch politica
- Anne Claes (1983), Belgisch atlete
- Barbara Claes (1983), Belgisch actrice
- Bart Claes (1989), Belgisch politicus
- Bavo Claes (1949), Belgisch journalist en schrijver
- Catalijn Claes (1932), Nederlands schrijfster, pseudoniem van Friedaricha Godhelphine Vader-Kramer
- Charles Claes (1855-1924), Belgisch notaris en politicus
- Dirk Claes (1959), Belgisch politicus
- Ernest Claes (1885-1968), Belgisch schrijver
- François Claes (1791-1845), Zuid-Nederlands en Belgisch ondernemer en politicus
- Georges Claes (1920-1994), Belgisch wielrenner
- Georges Claes (1947), Belgisch wielrenner
- Gert Claes (1967-2017), Belgisch wielrenner
- Gertjan Claes (1985), Belgisch volleyballer
- Glenn Claes (1990), Belgisch zanger
- Glenn Claes (1994), Belgisch voetballer
- Hanne Claes (1991), Belgisch atlete
- Hilde Claes (1967), Belgisch politica
- Ingrid Claes (1968), Belgisch politica
- Ivo Claes (1963), Belgisch atleet
- Jacques Claes (1929-2022), Belgisch psycholoog, filosoof en hoogleraar
- Jappe Claes (1952), Belgisch acteur
- Jean-Baptiste Claes (1788-1843), Zuid-Nederlands en Belgisch advocaat en politicus
- Jean-Baptiste Claes (1937), Belgisch wielrenner
- Jo Claes (1955), Belgisch schrijver
- Johnny Claes (1916-1956), Belgisch autocoureur en jazztrompettist
- Lode Claes (1913-1997), Belgisch collaborateur, journalist en politicus
- Louis Claes (1861-1920), Belgisch politicus
- Patsy Claes (1949-2011), Belgisch journaliste, columniste en schrijfster
- Paul Claes (1943), Belgisch schrijver, classicus en literair vertaler
- Peter Claes (?), Belgisch bestuurder
- Pierre Claes (1805-1832), Zuid-Nederlands en Belgisch advocaat en politicus
- Raoul Claes (1864-1941), Belgisch advocaat en politicus
- Rudi Claes (?), Belgisch dammer
- Silvia Claes (1976), Belgisch actrice
- Sonja Claes (1958), Belgisch politica
- Stefanie Claes (1983), Belgisch actrice, theaterregisseur en kunstenares
- Virginie Claes (1982), Miss België 2006
- Willy Claes (1938), Belgisch politicus, diplomaat en secretaris-generaal van de Navo
- Wim Claes (1961-2018), Belgisch componist en muziekproducer
- Wouter Claes (1975), Belgisch badmintonner
- Pieter Claesen (1971), Belgisch schaker
- Lothar Claesges (1942-2021), Duits wielrenner
- Jacques Claessen (1942), Belgisch atleet
- Pauline Claessen (1980), Nederlands atlete
- Adam Claessens (1818-1895), Nederlands rooms-katholiek aartsbisschop
- Albert Claessens (1866-1955), Belgisch bestuurder en ondernemer
- Albert Claessens (1900-1993), Belgisch bestuurder, ondernemer en politicus
- Benny Claessens (1951), (1981), Belgisch acteur
- Charles Claessens (1864-1938), Belgisch kunstschilder
- Edmond Claessens (1881-1954), Belgisch politicus
- Edward Claessens (1885-1945), Belgisch syndicalist en politicus
- François Claessens (1897-1971), Belgisch gymnast
- Gert Claessens (1972), Belgisch voetballer
- Henri Claessens (1826-1907), Belgisch politicus en chirurg
- Jacques Claessens (1956), Nederlands dirigent en saxofonist
- Jetje Claessens (1912-1995), Belgisch collaborateur
- Jean Claessens (1908-1978), Belgisch voetballer
- Jean Claessens (1914-2005), Nederlands dirigent, muziekpedagoog en organist
- Jos Claessens (1951), Belgisch politicus
- Olivier Claessens (1988), Belgisch voetballer
- Tim Claessens (1999), Nederlands handbalspeler
- Tony Claessens (1959), Nederlands drummer, bekend onder de naam "Toni Peroni"
- Tony Claessens (1951), (1989), Nederlands drummer en dj, bekend onder de naam "Tony Junior"
- Walter Claessens (1924-1998), Belgisch acteur en theaterdirecteur
- Johan Baptist Joseph Claessens Moris (1767-1829), Zuid-Nederlands ondernemer en politicus
- Pieter Claesz. (ca. 1596-1660), Nederlands kunstschilder
- Adolphe Claeys (1849-1902), Belgisch politicus
- Arno Claeys (1994), Belgisch voetballer
- Bruno Claeys (1982), Belgisch zwemmer
- Danny Claeys (1955), Belgisch politicus
- Dimitri Claeys (1987), Belgisch wielrenner
- Dries Claeys (1915-2002), Belgisch politicus
- Emile Claeys (1894-1984), Belgisch politicus
- Emilie Claeys (1855-1943), Belgisch vrouwenrechtenactiviste en politica
- Geoffrey Claeys (1974), Belgisch voetballer en voetbaltrainer
- Georges Claeys (1906-1987), Belgisch politicus
- Guinevere Claeys (1979), Belgisch schrijfster
- Gustaaf-Julien Claeys (1844-1907), Belgisch bibliothecaris, advocaat en hoogleraar
- Hendrik Claeys (1838-1910), Belgisch rooms-katholiek priester
- Hilde Claeys (1971), Belgisch politicus
- Kevin Claeys (1988), Belgisch wielrenner
- Marc Claeys (1944-2020), Belgisch muzikant, beter bekend onder de naam "Little Jimmy"
- Marcel Claeys (1913-1972), Belgisch wielrenner
- Mathias Claeys (?), Belgisch scenarist
- Philip Claeys (1965), Belgisch politicus
- Pol Claeys (1933-2011), Belgisch ondernemer en sportbestuurder
- Prosper Claeys (1834-1910), Belgisch politicus
- Rik Claeys (1967), Belgisch wielrenner
- Rob Claeys (1987), Belgisch voetballer
- Walter Claeys (1923-2015), Belgisch syndicalist en politicus
- Wim Claeys (1972), Belgisch muzikant
- Alfred Claeys-Bouüaert (1844-1936), Belgisch advocaat en politicus
- Caroline Claire (2000), Amerikaans freestyleskiester
- Jean-Marie Clairet (1966), Frans autocoureur
- Jimmy Clairet (1990), Frans autocoureur
- Joseph Philippe de Clairville (1742-1830), Zwitsers botanicus en entomoloog
- Edward Clancy (1923-2014), Australisch kardinaal
- Tom Clancy (1947-2013), Amerikaans schrijver
- Édouard Claparède (1873-1940), Zwitsers neurologg en psycholoog
- Benoît Paul Émile Clapeyron (1799-1864), Frans ingenieur
- David Clapham (1931-2005), Zuid-Afrikaans autocoureur
- Eric Clapton (1945), Brits muzikant, componist en zanger
- Roland Clara (1982), Italiaans langlaufer
- Jean Clareboudt (1944-1997), Frans beeldhouwer en installatiekunstenaar
- Lewis Clareburt (1999), Nieuw-Zeelands zwemmer
- Jules Claretie (1840-1913), Frans schrijver, theateracteur en historicus
- Johan Clarey (1981), Frans alpineskiër
- Alan Clark (1952), Brits toetsenist
- Alvan Clark (1832-1897), Amerikaans astronoom en telescopenbouwer
- Anne Clark (1960), Brits dichteres en muzikante
- Bob Clark (1939-2007), Amerikaans filmregisseur, filmproducent en scenarioschrijver
- Colin Clark (1984-2019), Amerikaans voetballer
- Dave Clark (1942), Engels drummer, songwriter en muziekproducent
- Ellery Clark (1874-1949), Amerikaans atleet
- Grahame Clark (1907-1995), Brits archeoloog
- Helen Clark (1950), Nieuw-Zeelands politicoloog en politicus (o.a. premier)
- Jaylen Clark (2001), Amerikaans basketballer
- Jim Clark (1936-1968), Brits autocoureur
- Josiah Latimer Clark (1822-1898), Brits elektrotechnicus en uitvinder
- Keon Clark (1975), Amerikaans basketballer
- Kelly Clark (1983), Amerikaans snowboardster
- Kenneth Bancroft Clark (1914-2005), Amerikaans psycholoog en activist voor rassenintegratie
- Les Clark (1907-1979), Amerikaans striptekenaar
- Mark Clark (1896-1984), Amerikaans militair
- Robin Clark, pseudoniem van Tobias Hartmann, (1982), Duitse DJ en muziekproducent
- Roy Clark (1933-2018), Amerikaans country-muzikant
- Spencer Treat Clark (1987), Amerikaans acteur
- Wesley Clark (1944), Amerikaans generaal en politicus
- Arthur C. Clarke (1917-2008), Brits sciencefictionschrijver
- Dan Clarke (1983), Brits autocoureur
- Darren Clarke (1968), Noord-Iers golfer
- Dave Clarke (1968), Engels technoproducer en diskjockey
- David Clarke (1929-2002), Brits autocoureur
- Edith Clarke (1883-1959), Amerikaans elektrotechnisch ingenieur
- Edmund M. Clarke (1945), Amerikaans informaticus
- Eric Clarke (1933), Brits politicus
- Jack Clarke (1988), Brits autocoureur
- Larry Clarke (1964), Amerikaans acteur
- Michael Clarke (1946-1993), Amerikaans drummer
- Richard Clarke (1951), Amerikaans veiligheidsadviseur
- Ron Clarke (1937-2015), Australisch atleet
- Simon Clarke (1986), Australisch wielrenner
- Timicka Clarke (1980), Bahamaans atlete
- Tony Clarke (1941-2010), Brits producer
- Warren Clarke (1947-2014), Brits acteur
- Tyler Clary (1989), Amerikaans zwemmer
- Erik Clarys (1968), Belgisch darter
- Albert Claude (1899-1983), Belgisch biochemicus en Nobelprijswinnaar
- Georges Claude (1870-1960), Frans ingenieur, scheikundige en uitvinder
- Madame Claude, (1923-2015), Frans bordeelhoudster
- Camille Claudel (1864-1943), Frans beeldhouwster
- Delphine Claudel (1996), Frans langlaufster
- Acte Claudia (1e eeuw), geliefde van de princeps Nero
- Quintus Claudius Quadrigarius (1e eeuw v.Chr.), Romeins historicus
- Claudius I, geboren als Tiberius Claudius Drusus, (10 v.Chr.-54 n.Chr.), Romeins keizer (41-54)
- Appius Claudius Pulcher, Romeins politicus en militair
- Publius Claudius Pulcher, Romeins politicus
- Adrien Maria Petrus Theodoor Claus (1887-1965), Belgisch politicus en burgemeester
- Carl Friedrich Wilhelm Claus (1835-1899), Duits zoöloog
- Claus van Amsberg (1926-2002), Duits-Nederlands prinselijk echtgenoot van koningin Beatrix
- Adrien Claus (1887-1965), Belgisch brouwer en politicus
- Arthur Claus (1861-1932), Belgisch dokter en Vlaams activist
- Benjamin Stephanus Claus (1871-1940), Nederlands kunstschilder, tekenaar, boekbandontwerper en graficus
- Carl Friedrich Wilhelm Claus (1835-1899), Duits zoöloog
- Emile Claus (1849-1924), Belgisch kunstschilder
- Emmanuel Claus (1784-1848), Belgisch advocaat, schepen en lid van het Nationaal Congres
- Eric Claus (1936), Nederlands beeldhouwer, graficus en medailleur
- Guido Claus (1931-1991), Belgisch acteur en café-eigenaar
- Hildrun Claus (1939), Oost-Duits atlete
- Hugo Claus (1929-2008), Vlaams schrijver
- Karl Claus (1796-1864), Russisch chemicus en hoogleraar
- Luc Claus (1930-2006), Belgisch kunstenaar
- Marga Claus (1955), Nederlands-Fries schrijfster
- Pieter Claus (1993), Belgisch atleet
- Thomas Claus (1963), Belgisch schrijver
- Frits Clausen (1893-1945), Deens politicus en nazi
- John Clauser (1942), Amerikaanse natuurkundige en Nobelprijswinnaar
- Carl Philipp Gottlieb von Clausewitz (1780-1831), Pruisisch generaal en militaire theoreticus
- Rudolf Clausius (1822-1888), Pruisisch-Duits natuurkundige
- Bryan Clauson (1989-2016), Amerikaans autocoureur
- Adolf Clauwaert (1879-1958), Belgisch acteur en theaterdirecteur en Vlaams activist
- Alain Clauwaert (1954), Belgisch vakbondsbestuurder
- Regine Clauwaert (1942), Belgisch presentatrice
- Francisco Claver (1929-2010), Filipijns bisschop
- Narciso Clavería (1795-1851), Spaans militair, politicus en gouverneur-generaal van de Filipijnen
- Francisco Clavet (1968), Spaans tennisser
- Bryan Clay (1980), Amerikaans atleet
- Jacob Clay (1882-1955), Nederlands natuurkundige, logicus en filosoof
- Tettje Clay-Jolles (1881-1972), Nederlands natuurkundige
- Cassius Marcellus Clay, bekend als Muhammad Ali, (1942), Amerikaans bokser
- Jill Clayburgh (1944-2010), Amerikaans actrice
- Richard Clayderman (1953), Frans pianist
- Will Claye (1991), Amerikaans atleet
- Leslie Edward (Les) Claypool (1963), Amerikaans bassist en vocalist
- Adam Charles Clayton (1960), Iers bassist
- Derek Clayton (1942), Australisch atleet
- Meg Waite Clayton (1959), Amerikaans schrijfster
- Merry Clayton (1948), Amerikaans zangeres
- Mike Clayton (1957), Australisch golfer
- Ronnie Clayton (1934-2010), Engels voetballer

## Cle

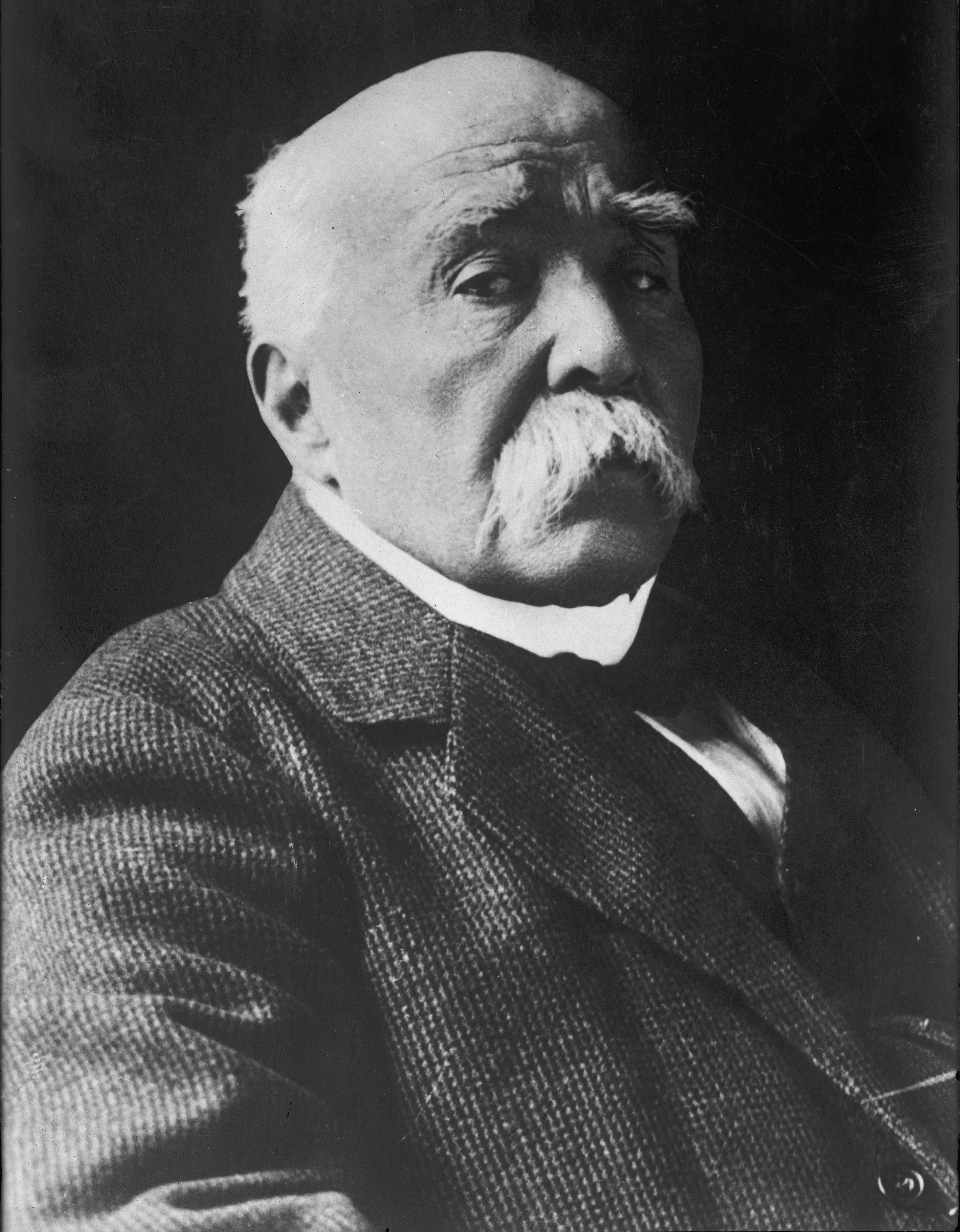
Georges Clemenceau

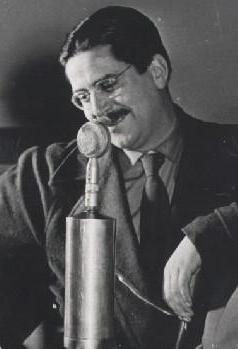
Jan de Cler

- Jacob Clear (1985), Australisch kanovaarder
- Aaron Cleare (1983), Bahamaans atleet
- Bob Cleberg (1929-2018), Amerikaans autocoureur
- Theo van Cleeff (1956), Nederlands zanger
- Jef Cleeren (1934-2021) Belgisch politicus
- John Cleese (1939), Brits acteur en filmmaker
- Johnny Clegg (1953-2019), Zuid-Afrikaans musicus
- Robbie Cleiren (1971), Vlaams acteur
- Tineke Cleiren (1955), Nederlands jurist
- Cleisthenes (6e eeuw v.Chr.), Grieks politicus
- Georges Clemenceau (1841-1929), Frans arts en politicus
- Michel Clemenceau (1873-1964), Frans ingenieur en politicus
- René Clemencic (1928-2022), Oostenrijks componist, klavecinist, musicoloog en dirigent
- Clemens VII (1478-1534), Italiaans paus (1523-1534)
- Clemens I (+ca. 100), paus (88-98)
- Clemens II, geboren als Suidger van Morsleben, (ca. 1005-1047), paus (1046-1047)
- Clemens III, geboren als Paulino Scolari, (+1191), paus (1187-1191)
- Clemens III, bekend als Wibertus, aartsbisschop van Ravenna, (ca. 1025-1100), aartsbisschop en tegenpaus (1084-1099)
- Clemens IV, geboren als Gui Faucoi le Gros, (+1268), paus (1265-1268)
- Clemens V, geboren als Bertrand de Gouth, (ca. 1264-1314), paus (1305-1314)
- Clemens VI, geboren als Pierre Roger de Beaufort, (1291-1352), paus (1342-1352)
- Clemens VII, geboren als Robert van Genève, (1342-1394), Italiaans tegenpaus (1378-1394)
- Clemens VIII, geboren als Gil Sánchez Muñoz y Carbón, (1369-1447), tegenpaus (1423-1429)
- Clemens VIII, geboren als Ippolito Aldobrandini, (1536-1605), paus (1592-1605)
- Clemens IX, geboren als Giulio Rospigliosi, (1600-1669), paus (1667-1669)
- Clemens X, geboren als Emilio Altieri, (1590-1676), paus (1670-1676)
- Clemens XI, geboren als Giovanni Francesco Albani, (1649-1721), paus (1700-1721)
- Clemens XII, geboren als Lorenzo Corsini, (1652-1740), paus (1730-1740)
- Clemens XIII, geboren als Carlo della Torre Rezzonico, (1693-1769), paus (1758 - 1769)
- Clemens XIV, geboren als Giovanni Vincenzo Antonio Ganganelli, (1705-1774), paus (1769-1774)
- Christian Clemenson (1958), Amerikaans acteur
- Arnaud Clément (1977), Frans tennisser
- Frank Clement (1886-1970), Brits autocoureur
- Jérémy Clément (1984), Frans voetballer
- Kerron Clement (1985), Amerikaans atleet
- Stef Clement (1982), Nederlands wielrenner
- Wolfgang Clement (1940-2020), Duits politicus
- Louie Clemente (1965), Amerikaans drummer
- Muzio Clementi (1752-1832), Italiaans componist
- Julia Clements (1906-2010), Engels journaliste en schrijfster
- Mark Alwin Clements (1949), Australisch botanicus
- Scott Clements (1981), Amerikaans pokerspeler
- Clemm (1978), Nederlands muzikant; pseudoniem van Willem Janssen
- Bud Clemons (1918-2001), Amerikaans autocoureur
- Bob Clendenin (1964), Amerikaans acteur
- David Clennon (1943), Amerikaans acteur
- Cleopatra (+30 v.Chr.), farao van Egypte
- Jan de Cler (1915-2009), Nederlands artiest
- Tim de Cler (1978), Nederlands voetballer
- Tim Clerbout (1981), Belgisch atleet
- Elizabeth de Clercq (1882-1960), Nederlands bibliothecaresse
- Petrus Jacobus de Clerck (1742-1831), Vlaams katholiek priester en ordestichter
- Rik Clerckx (1936-1985), Belgisch atleet
- Johannes Mattheüs Ludovicus Hubertus Clercx (1830-1894), Nederlands jurist, politicus en journalist
- François Sébastien de Croix de Clerfayt (1733-1798), Oostenrijks veldmaarschalk
- Jean-Jacques Clérion (1637-1714), Frans beeldhouwer
- Annet de Clermont de Chattes-Gessant (1587-1660), grootmeester van de Orde van Malta in 1660
- Gerald Clervil (1976), Haïtiaans atleet
- Louis Clesse (1889-1961), Belgisch schilder
- Joos van Cleve (ca. 1464-ca. 1540), Duits-Vlaams kunstschilder
- Per Teodor Cleve (1840-1905), Zweeds scheikundige en geoloog
- Stephen Grover (Grover) Cleveland (1837-1908), 22e en 24e president van de Verenigde Staten (1885-1889 en 1893-1897)
- Dien Barendsen-Cleveringa (1926-2015), Nederlands juriste
- Rudolph Pabus Cleveringa (1894-1980), Nederlands jurist
- Clara Cleymans (1989), Belgisch actrice
- Jelle Cleymans (1985), Vlaams acteur en zanger
- Nicolaes Cleynaerts (1493-1542), Belgisch humanist
- Jean-Marie Gustave Le Clézio (1940), Frans schrijver

## Cli

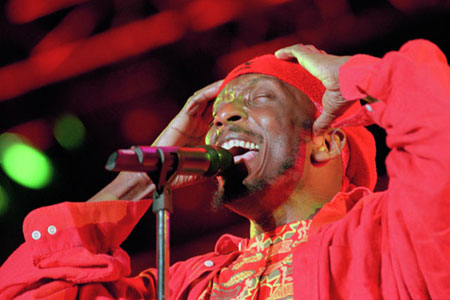
Jimmy Cliff

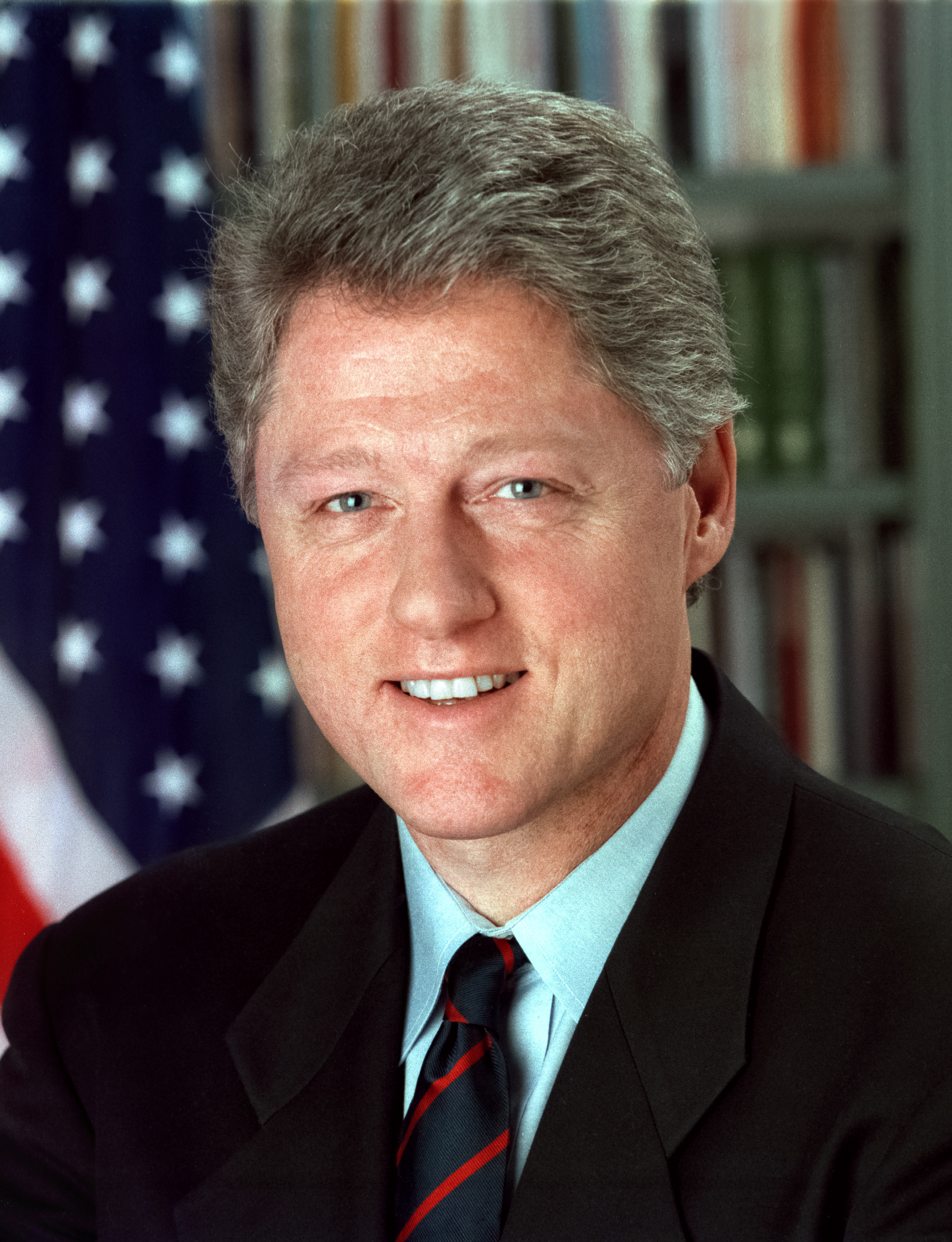
Bill Clinton

- Jimmy Cliff (1948), Jamaicaans zanger
- Michael Clifford (1952-2021), Amerikaans ruimtevaarder.
- Stephanie Gregory Clifford (1979), Amerikaans pornoster, bekend onder het pseudoniem Stormy Daniels
- Frederik Edward Clijmans (1893-1969), Belgisch schrijver, bekend onder het pseudoniem van Fritz Francken
- Elke Clijsters (1985), Belgisch tennisster
- Jos Clijsters (1950), Belgisch bankier
- Kim Clijsters (1983), Belgisch tennisster
- Lei Clijsters (1956-2009), Belgisch voetballer en voetbaltrainer
- Cesar Climaco (1916-1984), Filipijns politicus
- Donovan Clingan (2004), Amerikaans basketballer
- Patsy Cline (1932-1963), Amerikaans countryzangeres
- Jean-Luc Clinquart (1956), Belgisch atleet
- Bill Clinton (1946), Amerikaans rechtsgeleerde en politicus (o.a. president)
- Chelsea Clinton (1980), Amerikaans adviseur, dochter van Bill en Hillary Clinton
- George Clinton (1739-1812), Amerikaans politicus, militair en vicepresident
- George Clinton (1941), Amerikaans muzikant
- Hillary Clinton (1947), Amerikaans advocate, politica en first lady
- Stanley Clinton Davis (1928-2023), Brits politicus
- Paul Cliteur (1955), Nederlands rechtsgeleerde, filosoof, columnist en publicist
- Lewis Clive (1910-1938), Brits roeier

## Clo

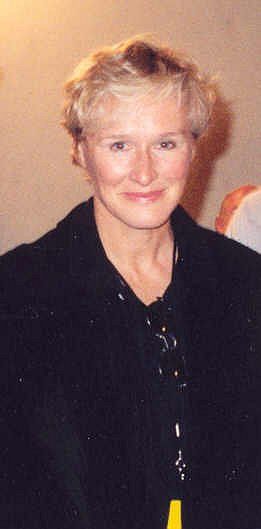
Glenn Close

- Feike Alles Clock (ca. 1604-1653), vervener in het veenkoloniale gebied van Oost-Groningen
- Cees de Cloe (1943), Nederlands politicus
- Dick de Cloe (1947), Nederlands onderwijzer en politicus
- Hestrie Cloete (1978), Zuid-Afrikaans atlete
- Robert Clohessy (1957), Amerikaans acteur en filmproducent
- George Clooney (1961), Amerikaans acteur
- Rosemary Clooney (1928-2002), Amerikaans zangeres
- Ghislain Cloquet (1924-1981), Frans cameraman en director of photography
- Dani Clos (1988), Spaans autocoureur
- Alex Close (1921-2008), Belgisch wielrenner
- Chuck Close (1940-2021), Amerikaanse kunstschilder en fotograaf
- Edouard Close (1929), Belgisch politicus, burgemeester en minister
- Eric Close (1967), Amerikaans acteur
- Glenn Close (1947), Amerikaans actrice
- Louise Closser Hale (1872-1933), Amerikaans actrice
- Angus Cloud (1998-2023), Amerikaans acteur
- François Clouet (1510-1572), Frans schilder
- Jean Clouet (ca. 1480-1541), Frans schilder van Zuid-Nederlandse origine
- Brian Clough (1935-2004), Engels voetballer en voetbalmanager
- Manuel Clouthier (1934-1989), Mexicaans zakenman en politicus
- Suzanne Cloutier (1923-2003), Canadees actrice
- Clovis I (465-511), koning van de Franken (482-511)
- David Cortez Clowney (1938-2022), artiestennaam van Dave 'Baby' Cortez, Amerikaans r&b-organist

## Clu

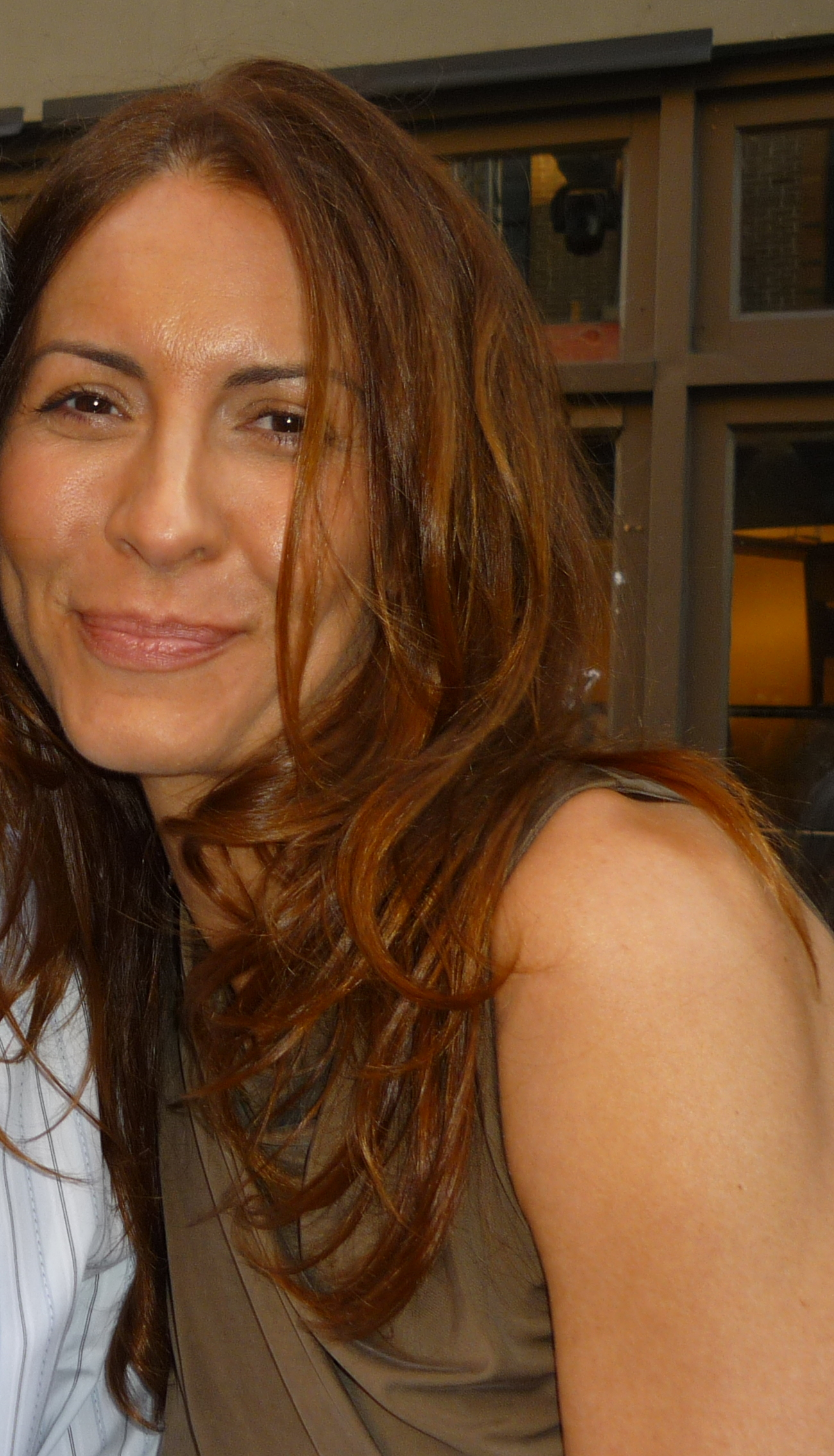
Michelle Clunie, 2008

- Leon Clum (1923-1990), Amerikaans autocoureur
- Michelle Clunie (1969), Amerikaans actrice
- Carolus Clusius (1526-1609), Vlaams arts en botanicus
- Bernd Clüver (1948-2011), Duits zanger
- Jules Cluzel (1988), Frans motorcoureur

## Cly
- Nathaniel Clyne (1991), Engels voetballer